# António Sampaio da Nóvoa
António Manuel Seixas Sampaio de la Nóvoa (Valença, Viana do Castelo, 12 de desembre de 1954) és professor universitari, doctor en Ciències de l'Educació (Universitat de Ginebra) i Història Moderna i Contemporània (Paris-Sorbona) i professor catedràtic de l'Institut d'Educació de la Universitat de Lisboa i rector honorari de la mateixa universitat.
És autor de més de 150 publicacions, entre llibres, capítols i articles, editades en 12 països. Les seves investigacions abarquen diverses disciplines com la història i psicologia de l'educació, l'educació comparada i la formació de professors.
Va ser candidat independent a les eleccions presidencials de Portugal de 2016 i va obtenir diversos suports de l'esquerra, així com dels tres expresidents de la República Ramalho Eanes, Mário Soares i Jorge Sampaio. El partit Livre i el PCTP/MRPP li van manifestar el suport formal, tal com diversos membres del Partit Socialista (PS). Va ser, a més, un dels candidats que encaixaven en el perfil presidencial definit pel Partit Ecologista “Els Verdes”, juntament amb Edgar Silva i Marisa Matias, i un dels candidats recomanats pel primer ministre i secretari general del PS António Costa, juntament amb Maria de Belém.

## Biografia
Va néixer a 12 de desembre de 1954 a Valença, districte de Viana do Castelo. És fill del jutge Alberto Manuel de Sequeira Leal Sampaio de la Nóvoa i de Saladina del Faro Fernandes Seixas Sampaio de la Nóvoa, i és el segon de cinc fills, quatre germans i una germana.

Sampaio da Nóvoa va estudiar a l'Escola Pública de Camina i l'any 1964 la família es va instal·lar a Nova Oeiras. En l'adolescència, va ser convidat per un olheiro de l'Acadèmica de Coimbra a fer proves per a l'equip de futbol i va arribar a la Universitat de Coimbra a 16 anys i es va matricular a Matemàtica, sense abandonar el futbol juvenil.
A Coïmbra, va ser agredit per la policia en una manifestació de celebració de la Presa de la Bastilla, a la plaça de la República, on distribuïa pamflets contra el règim salazarista.

### Post-25 d'Abril
Es va casar amb Lénia Real a 19 anys, l'edat que tenia quan hi va haver la Revolució dels Clavells. En aquest moment de la seva vida, la política passa per davant de les seves aficions, com el teatre i el Conservatori. Coneix José Afonso i, a través seu, s'associa a la Lliga d'Unitat i Acció Revolucionària (LUAR). En les eleccions municipals de 1976, dinamitza una de les primeres llistes de ciutadans independents, la TMUPA – Treballadors i Habitants Units pel Municipi, per concórrer a l'Assemblea de Districte de Parede, al municipi de Cascais.
A través del teatre, arriba a la formació de professors donant classes d'expressió dramàtica a Aveiro, entre 1977 i 1979. A Aveiro, el 1979, funda el Grup Experimental de Teatre de la Universitat i, en aquesta època, promou, amb Carlos Fragateiro, les Trobades Internacionals de Teatre i Educació. Aquestes trobades culminarien, el 1992, en la creació, amb Fragateiro i altres companys, de la IDEA – Associació Internacional de Drama/Teatre i Educació, lligada a la UNESCO i fundada al Teatre Rivoli, i en l'organització del Congrés Mundial de Teatre, que va comptar amb la presència de Vanessa Redgrave, Glenda Jackson i Eduard Bond.
Va anar Suïssa i va obtenir el Diplôme d’Études Avancés en Ciències de l'Educació i va acabar, dos anys després, el doctorat en Ciències de l'Educació per la Universitat de Ginebra, i va defensar una tesi sobre la història del procés de profissionalització de l'activitat docent a Portugal (segles XVIII-XX), classificada amb la nota màxima.

El 2006, acaba un segon doctorat a la Universitat de París IV en Història Moderna i Contemporània. Quan estava com professor a la Universitat de Colúmbia, a Nova York, el 2002, és convidat per ser vicerector de la Universitat de Lisboa per José Barata-Moura. Fou elegit rector el maig de 2006.
El novembre de 2008, a mitjans del seu primer mandat, dimiteix del càrrec en el context de la reforma estatutària de la universitat. Va ser reelegit a 12 de març de 2009, d'acord amb els nous requisits legalment establerts. Va promoure i va liderar, a partir de 2012, el procés de fusió de la Universitat de Lisboa (més coneguda com a "Clàssica") amb la Tècnica, i va donar origen a la nova Universitat de Lisboa. Es va mantenir rector de la Clàssica fins i tot després del procés de fusió, el juliol de 2013.

El 2014, va ser al Brasil en una missió internacional de la UNESCO al costat del govern brasiler i com a professor visitant a la Universitat de Brasília, de la qual és doctor Honoris Causa (2015). A més d'incomptables col·laboracions regulars en els programes de doctorament d'universitats estrangeres com la de Barcelona, Ginebra, Mont-real i São Paulo, va ser professor convidat de la Universitat de Wisconsin-Madison (1993-1994) i de la Universitat de Colúmbia, a Nova York (2002). El 1995, va ser investigador visitant durant un semestre de l'Institut national de recherche pédagogique de la Universitat de París V (Paris Descartes) i, el 2001, de la Universitat d'Oxford.
És rector honorari de la Universitat de Lisboa, des de febrer de 2014 i doctor Honoris Causa per la Universitat de l'Algarve (2015).
Va anunciar, a inicis de 2015, la seva candidatura com a independent a les eleccions presidencials portugueses de 2016.
A 25 d'octubre de 2016 va rebre el títol de Doctorat Honoris Causa per la Universitat Lusòfona de Lisboa.
Entre 2022 i 2024, va formar part del Consell d'Estat, elegit per l'Assemblea de la República, en representació del PS.

## Eleccions presidencials de 2016
Sampaio de la Nóvoa va ser dels primers candidats a anunciar la seva candidatura al Palau de Belém, amb prop de 13.000 signatures.

### Suports en les eleccions
Nóvoa va comptar des d'aviat amb diversos suports de partits i personalitats de l'esquerra portuguesa i va ser el primer candidat que va rebre formalment el suport d'un partit polític.
Entre les personalitats que li han donat suport hi ha:
- Els tres antics presidents de la República:[20][3]
  - Ramalho Eanes[21][22] (1976-1986)
  - Mário Soares[23] (1986-1996)
  - Jorge Sampaio[24] (1996-2006)
- Partits i associacions polítiques:
  - Associação 25 de Abril[cal citació]
  - Associação Fórum Manifesto[25]
  - Livre/Tempo de Avançar[26][19]
  - PCTP/MRPP[2]
  - PEV[5][6][7]
- Dirigents i diputats del Partit Socialista (PS):[3][27][28][4]
  - Adalberto Campos Fernandes, ministro da Saúde
  - Ana Catarina Mendes,
  - Ana Jorge
  - Ana Gomes,
  - Ana Sofia Antunes
  - António Arnaut
  - António Costa[8]
  - Augusto Santos Silva
  - Carlos César
  - Carlos Miguel
  - Carlos Pereira
  - Catarina Marcelino
  - Duarte Cordeiro
  - Edite Estrela
  - Eduardo Cabrita
  - Elisa Ferreira
  - Elza Pais
  - Fernando Rocha Andrade
  - Gabriela Canavilhas
  - Graça Fonseca
  - Idália Serrão
  - Inês de Medeiros
  - Isabel Moreira[29]
  - Isabel Santos
  - João Galamba
  - João Pedro Matos Fernandes
  - João Torres
  - Jorge Gomes
  - Jorge Lacão
  - José António Vieira da Silva
  - Júlia Rodrigues
  - Luís Capoulas Santos
  - Manuel Pizarro
  - Maria Antónia Almeida Santos
  - Maria do Céu Albuquerque
  - Odete João
  - Pedro Bacelar de Vasconcelos
  - Pedro Delgado Alves
  - Pedro Marques
  - Pedro Silva Pereira
  - Renato Sampaio
  - Sérgio Ávila
  - Tiago Barbosa Ribeiro
  - Vasco Cordeiro

## Resultats electorals

### Eleccions Presidencials
| Data | Partits apoiantes | 1a Volta | 1a Volta  | 1a Volta                                    | 1a Volta | 2a Volta | 2a Volta | 2a Volta | 2a Volta | Estatus   |
| Data | Partits apoiantes | Cl.      | Vots      | %                                           | +/-      | Cl.      | Vots     | %        | +/-      | Estatus   |
| ---- | ----------------- | -------- | --------- | ------------------------------------------- | -------- | -------- | -------- | -------- | -------- | --------- |
| 2016 | PCTP/MRPP, LLIURE | 2.º      | 1 062 138 | Error de Lua: #3 = No té un valor assignat. |          |          |          |          |          | No Electe |

### Eleccions municipals

#### Assemblees de Districte
| Data | Partit | Partit | Parròquia | Posició   | Cl. | Vots | %         | +/- | Estatus   |
| ---- | ------ | ------ | --------- | --------- | --- | ---- | --------- | --- | --------- |
| 1976 |        | TMUPA  | Paret     | ? (en 45) | 5.º | 520  | 5,2 / 100 |     | No Electe |

## Condecoracions i premis
- Grau de Comendador de l'Orde de Rio Branco do Brasil (21 de maig de 1999);[30]
- Grau de Grã-Cruz de l'Orde de la Instrucció Pública de Portugal, concedida pel president Jorge Sampaio (4 d'octubre de 2005);[31]
- Grau de Grã-Cruz de l'Orde de Camões de Portugal, concedida pel president Marcelo Rebelo de Sousa (12 de desembre de 2024);[31]
- Premi Universitat de Coimbra 2014, concedit el dia 1 de març de 2014, durant la sessió solemne del 724è aniversari de la Universitat de Coimbra.[32]

## Obra publicada
- Nóvoa, A. (2012). Lumières sur l’école: Comment interpréter les débats éducatifs contemporains dans le monde?, Administration et Éducation, 3, 9-17.
- Nóvoa, A. (2012). Pensar: Alumnes, professors, escoles, polítiques. Revista Educació, Cultura i Societat (Brasil), v. 2, 2, 7-17.
- Nóvoa, A. (2010). La construcción de un espacio educatiu europeo: Gobernando a través de los datos y la comparación. Revista Española de Educación Comparada, 16, 23-41.
- Nóvoa, A. (2009). Per a uneixi formación de profesores construïda dins la profesión. Revista de Educación, 350, 203-218.
- Nóvoa, A. (2009). Educación 2021: Per a uneixi historia del futur. Revista Iberoamericana de Educación, 49, 181-199.
- Nóvoa, A. & Yariv-Mashal, T. (2003). Comparative Research in Education: la mode of governance or la historical journey?. Comparative Education, 39 (4), 423-438.

- Nóvoa, António (1993). Os Professores e as Reformas de Ensino na Viragem do Século 1886-1906. Porto: Edições ASA. ISBN 0101000071351 Error en ISBN: prefix no vàlid
- Nóvoa, António (1995). As Organizações Escolares em Análise. Amadora: Dom Quixote. ISBN 9789722010047
- Nóvoa, António; Diana Soto Arango; Erwin V. Johanningmeier; Marc Dcpaepe (1996). Para uma História da Educação Colonial. Lisboa: EDUCA.
- Nóvoa, António (1998). Histoire & Comparaison. Lisboa: EDUCA. ISBN 9789728036225
- Nóvoa, António & Santa-Clara, Ana Teresa (coords.) (2003). «Liceus de Portugal» - Histórias, Arquivos, Memórias. Porto: Edições ASA. ISBN 9789724131733
- Nóvoa, António (coord.) (2003). Dicionário de Educadores Portugueses. Porto: Edições ASA. ISBN 9789724136110
- Nóvoa, António (2004). Currículo, Situações Educativas e Formação de Professores - Estudos em Homenagem a Albano Estrela. Lisboa: EDUCA. ISBN 9799728036712
- Nóvoa, António (2005). Evidentemente - Histórias da Educação. Porto: Edições ASA. ISBN 9789724142142
- Lawn, Martin & Nóvoa, António (2005). L’Europe Réinventée - Regards critiques sur l’espace européen de l’éducation. Paris: L'Harmattan.
- Nóvoa, António; Michael W. Apple (2006). Paulo Freire: Política e Pedagogia. Porto: Porto Editora. ISBN 978-972-0-34128-0
- Nóvoa, António; António Candeias; Manuel Henrique Figueira (2008). Sobre a Educação Nova - Cartas de Adolfo Lima a Álvaro Viana Lemos (1923-1941). Lisboa: EDUCA. ISBN 9789728036102
- Nóvoa, António (2008). A Difusão Mundial da Escola. Lisboa: EDUCA. ISBN 9789728036270
- Nóvoa, António (2010). Formar Leitores para Ler o Mundo. Lisboa: Fundação Calouste Gulbenkian. ISBN 9789723113266
- Nóvoa, António (2013). A Universidade Medieval em Lisboa. Séculos XIII-XVI. Lisboa: Tinta da China. ISBN 9789896711443
- Nóvoa, António (2013). A Universidade de Lisboa, Séculos XIX-XX, Vols. I e II. Lisboa: Tinta da China. ISBN 9789896711450
- Nóvoa, António (org.); Daniel Hameline; J. Gimeno Sacristán; José M. Esteve; Peter Woods; Maria Helena Cavaco (2014). Profissão Professor. Porto: Porto Editora. ISBN 978-972-0-34103-7
- Nóvoa, António; Sérgio Niza (2015). Escritos sobre Educação. Lisboa: Tinta da China. ISBN 9789896711276
- Nóvoa, António (2015). Política de Vida. Lisboa: Tinta da China. ISBN 9789896712891
- António Nóvoa e Ana Teresa Santa-Clara (coord.) (2003), Liceus de Portuga, Edições Asa, ISBN 9789724131733

### Capítols de llibres
- Nóvoa, A. (2009). Governing without governing – The formation of la European educational space. In Apple, M. W.; Ball, S. J. & Gandin, L. A. (eds.), The Routledge International Handbook of the Sociology of Education (pp. 264-273). Abingdon, Oxon: Routledge. ISBN 9780415486637
- Nóvoa, A. (2009). Profesores: ¿el futur aún tardará mucho tiempo?. In Célaz, C. & Vaillant, don (coord.), Aprendizaje y desarrollo profesional docent (pp. 49-55). Madrid: OEI/Fundación Santillana. ISBN 978-84-7666-198-7